# Pasión en el mar
Pasión en el mar és una pel·lícula de coproducció hispanofrancesa del gènere dramàtic dirigida el 1956 per Arturo Ruiz Castillo, qui també és coguionista, i protagonitzada per Conrado San Martín. Fou rodada a Huelva. Va ser una de les últimes pel·lícules d'Arturo Ruiz Castillo.

## Argument
Tractant de sortir de la misèria, un pescador (Jorge) decideix dedicar-se al contraban, i poc a poc va perdent la seva ètica en utilitzar als seus millors amics. La seva falta d'ètica es farà encara major quan es converteixi en l'amant de la promesa del seu germà Carmelo, Alicia.

## Repartiment
- Jean Danet - Jorge
- Conrado San Martín - Carmelo
- Pascale Roberts - Alicia
- Fernando Sancho - Vicente
- María Rivas - Gloria

## Premis
Va participar en la selecció oficial del Festival Internacional de Cinema de Sant Sebastià 1956, en el que José Fernández Aguayo va obtenir el premi a la millor fotografia.